# 弗拉芒语

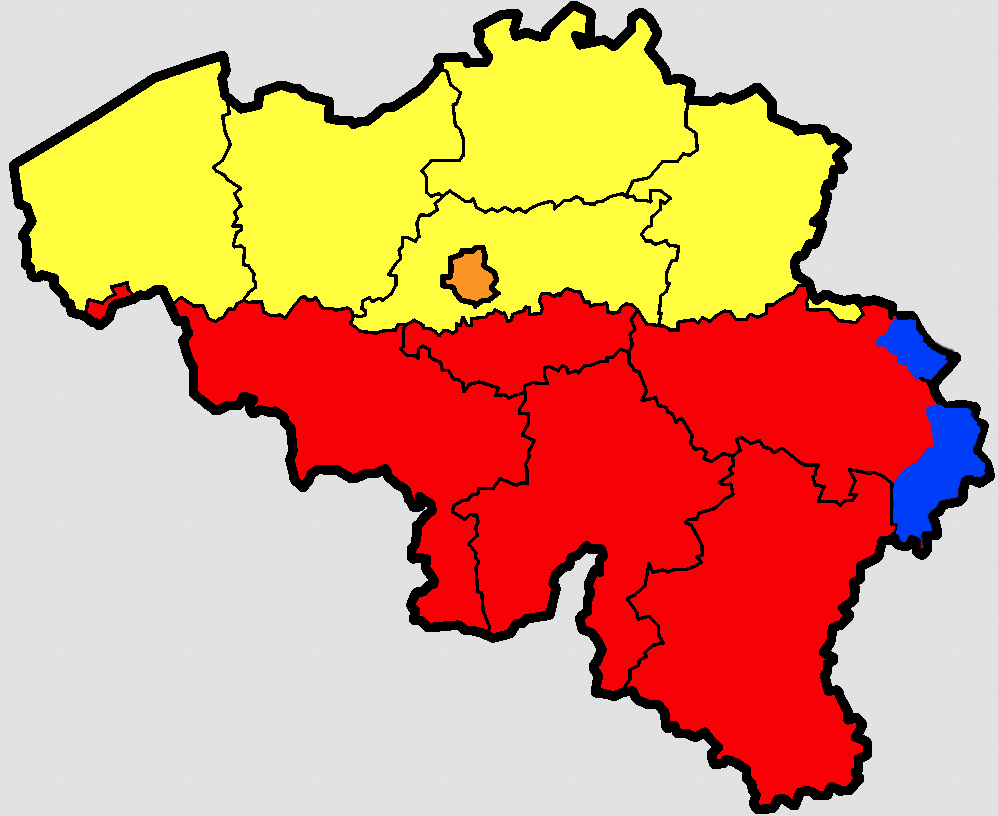
比利时语言分布图。黄色为荷兰语区。

弗拉芒语（荷蘭語：Vlaams），是一種帶有比利时口音的荷兰语，也是比利时对佛兰德地區方言的旧称。
在比利时有600多万的母語人口，佔據其人口總數的約60%，在其鄰國荷兰的母語人口也較多，全球使用者人数约2200万人。
比利時荷兰语属於印欧语系的大家庭，是日耳曼语族在西面的一個小支，與德語在各種方面都很接近，但是從法語中獲得大量借詞。从地理上講，在比利时的科特赖克～奥伊彭之間可以划出一条明顯的语言分界线，把比利时分为两半，北半部是比利時的荷兰语区（即佛兰德），南半部是比利時的法语区（即瓦隆尼亚），而比利時首都布鲁塞尔首都大区則都以兩者為母語。

## 名稱
這個語言對自己並沒有一個統一的稱謂，在比利時可稱為弗拉芒荷兰语（Vlaams-Nederlands），在荷蘭可稱為比利時荷蘭語（ [ˈbɛlɣis ˈneːdərlɑnts] ⓘ），在中文圈對它也沒有一個官方稱呼，中文裡根據翻譯者的不同又可以寫成法蘭德斯語、弗蘭德斯語、佛蘭德斯語。

## 歷史
从13世纪开始，该地区出现了繁荣的商业城市，弗拉芒语的地位逐渐确定。比利时北部同荷兰南部相连，历史上比利时曾經同屬於荷兰所创立的尼德蘭聯合王國，所以弗拉芒语实际上就是荷兰语的南部方言。
19世紀，比利時脫離尼德蘭聯合王國獨立，為了保證自己的文化獨立性，免於繼續受荷蘭文化的影響，因此比利時政府刻意的把比利時的荷蘭語命名為“弗萊芒語”，加上當時全歐洲的民族主義的氣氛濃烈，此舉也方便比利時去凝聚國民的愛國熱忱；但這也不是空穴來風，弗萊芒語一詞早在上述的13世紀就已經出現，由于荷蘭和比利時两地文化、宗教均不相同，所以在习惯上的發音、用詞、口氣、專用名詞自然也不會一樣，不過比利時政府也的確人為地加深了這一分裂。
1980年代，因為長時間的和平，比利时和荷兰早已放棄歷史上的敵意，此時恰逢歐盟的誕生，兩國遂開始走向合作，成立了“荷兰语联盟”。該聯盟旨在修復“荷兰的荷蘭語”与“比利时的荷兰语区”之间裂痕，促進拼法、語法、用法和文学方面的統一，讓兩國共有的知識（例如藝術、建築、科學、哲學、社會學等）有一個唯一標準，這將會大大方便有興趣的人查閱資料，並且進行無障礙溝通。比利時和荷蘭兩國也在國內推广這種被標準化的荷兰语。此后，比利时在官方上不再使用“弗拉芒语”这一名称，而是直接改称荷兰语，為了回饋比利時的誠意，荷蘭也在這個新的荷蘭語中加入了大量比利時的特有詞彙，強化兩國的歷史連接。

## 注解
1. ↑  这一数值参考佛兰德居民数量，因此符合其第一层含义，即比利时荷兰语。使用荷兰语的全部人数参见荷兰语条目。
2. ↑  Lichfield, John. . The Independent. 18 December 2007  [3 May 2017]. （原始内容存档于2016-05-31）.
3. ↑  Leidraad van de Taaltelefoon （页面存档备份，存于）. Dienst Taaladvies van de Vlaamse Overheid (Department for Language advice of the Flemish government).
4. ↑  Harbert, Wayne. . Cambridge University Press. 2007.
5. ↑  Kooij, Jan. . Comrie, Bernard  (编).  2nd. Routledge. 2009.
6. ↑  Casert, Raf. . Los Angeles Times. 20 February 2005  [26 November 2016]. （原始内容存档于2018-10-22）.
7. ↑  . Beer Tourism.   [26 November 2016]. （原始内容存档于2018-06-29）.
8. ↑  . MultiTree: A Digital Library of Language Relationships.   [10 November 2018]. （原始内容存档于2015-04-18）.
9. ↑  . Glottolog.   [2020-07-20]. （原始内容存档于2022-09-22）.
10. ↑  . Ethnologue. 1999-02-19  [2013-10-17]. （原始内容存档于2013-01-14）.
11. ↑  Their ISO 639-3 codes are vls and lim, respectively.